# Slag bij Roncesvalles (778)
In de Slag bij Roncesvalles (Frans: Roncevaux) op 15 augustus 778 versloeg een Baskische strijdmacht het leger van Karel de Grote in de Puerto de Ibañeta, een hoge bergpas in de Pyreneeën bij het dorpje Roncesvalles (Navarra). Dit gebeurde op het einde van Karels campagne op het Iberisch Schiereiland. Volgens latere berichten werd de Karolingische achterhoede in een hinderlaag gelokt en sneuvelde de leider Roland. Het epische dichtwerk Chanson de Roland uit de 11e eeuw is hierop gebaseerd, zij het dat de aanvallers zijn veranderd in Saracenen. Historisch is het hoogstens mogelijk dat de Basken versterking hebben gekregen van moslimtroepen. Een andere hypothese is dat de Franken een nederlaag hebben geleden in een grotere, reguliere veldslag met de Basken.

## Achtergrond
Soleiman ibn al-Arabi, de Abbasidengouverneur van Barcelona en Girona, had een delegatie naar het hof van Karel de Grote gestuurd omdat hij zich bedreigd voelde door Abd al-Rahman I, emir van Córdoba. Daarbij zag hij een invasie op komst onder Muhammad bin Abdullah al-Mahdi, kalief van Baghdad.
Karel de Grote, koning van het Frankische Rijk, van zijn kant zag er wel wat in om zijn macht en ook die van het christendom uit te breiden. Hij ging in op deze uitnodiging en vertrok naar Spanje. Omdat vanaf 711 de Moren het Iberisch Schiereiland bevolkten en de Franken vanuit het noorden hun gebied bedreigden, voelden de Basken zich in het nauw gedreven. Er werden diverse gewapende invallen gedaan in hun land.
Na onderhandelingen in Zaragoza hoorde Karel de Grote van een Saksische opstand in het noorden van zijn rijk, wat hem er toe deed besluiten om naar zijn koninkrijk terug te keren. Voordat hij Spanje verliet, wilde hij zich verzekeren van enige greep in Gascogne. Karel de Grote liet eerst al zijn tegenstanders in het gebied waarvan hij geloofde dat ze gelieerd waren aan de Moren uitschakelen of verwijderen (inclusief de Baskische stammen). Hij gaf de opdracht om de stadsmuren van de Baskische hoofdstad Pamplona te slechten, omdat hij vreesde dat de strategische stad in de toekomst nog voor problemen kon zorgen. Een garnizoen en militaire buitenposten werden geïnstalleerd in het hele gebied van Gascogne. Ook waren er meldingen van de harde behandeling door de Franken van de verdreven Baskische bevolking. Na het vestigen van zijn macht vertrok Karel de Grote naar Frankrijk.

## Verloop
De veldslag vond waarschijnlijk plaats in de avond van zaterdag 15 augustus 778. De achterhoede van Karel de Grote werd bij het oversteken van de pas plots aangevallen door Baskische strijders. De Franken werden daarbij afgesneden van de rest van het leger, wat hen in verwarring en paniek bracht. Vervolgens probeerden ze deze hinderlaag te ontvluchten. De Basken slaagden erin de achterhoede te isoleren van de rest van het Frankische leger, dat verder marcheerde en nog in het ongewisse was. Het goud dat bij Zaragoza verkregen was bij de verslagen moslims en edelen raakte verloren aan de Basken.
Toen Karel de Grote hoorde dat het Frankische leger van achteren werd aangevallen, keerde hij terug naar de pas, waar Roland en een aantal Franken nog een tijdje stand konden houden, tot ze compleet verslagen waren. Dankzij het stand houden van Roland en zijn mannen konden Karel de Grote en de rest van zijn leger veilig verder reizen en zich in veiligheid brengen.

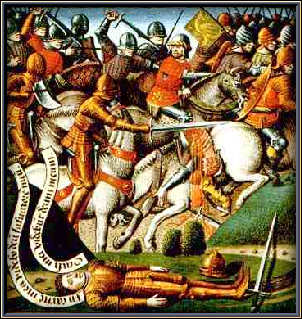
Slag bij Roncevaux
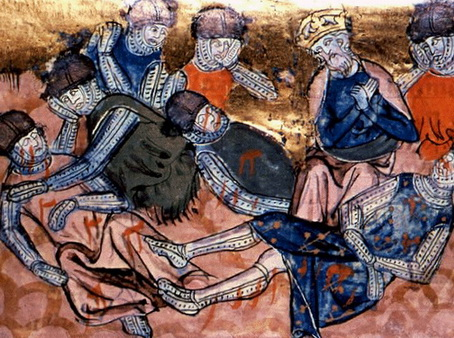
Karel de Grote vindt het lijk van Roland
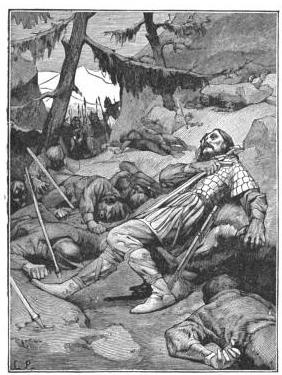
Roland en zijn mannen gedood
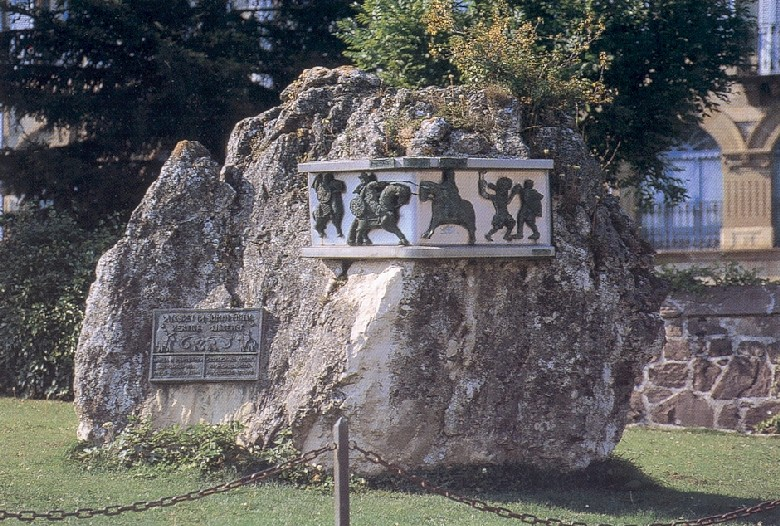
Monument van de Slag bij Roncevaux

## Roelandslied

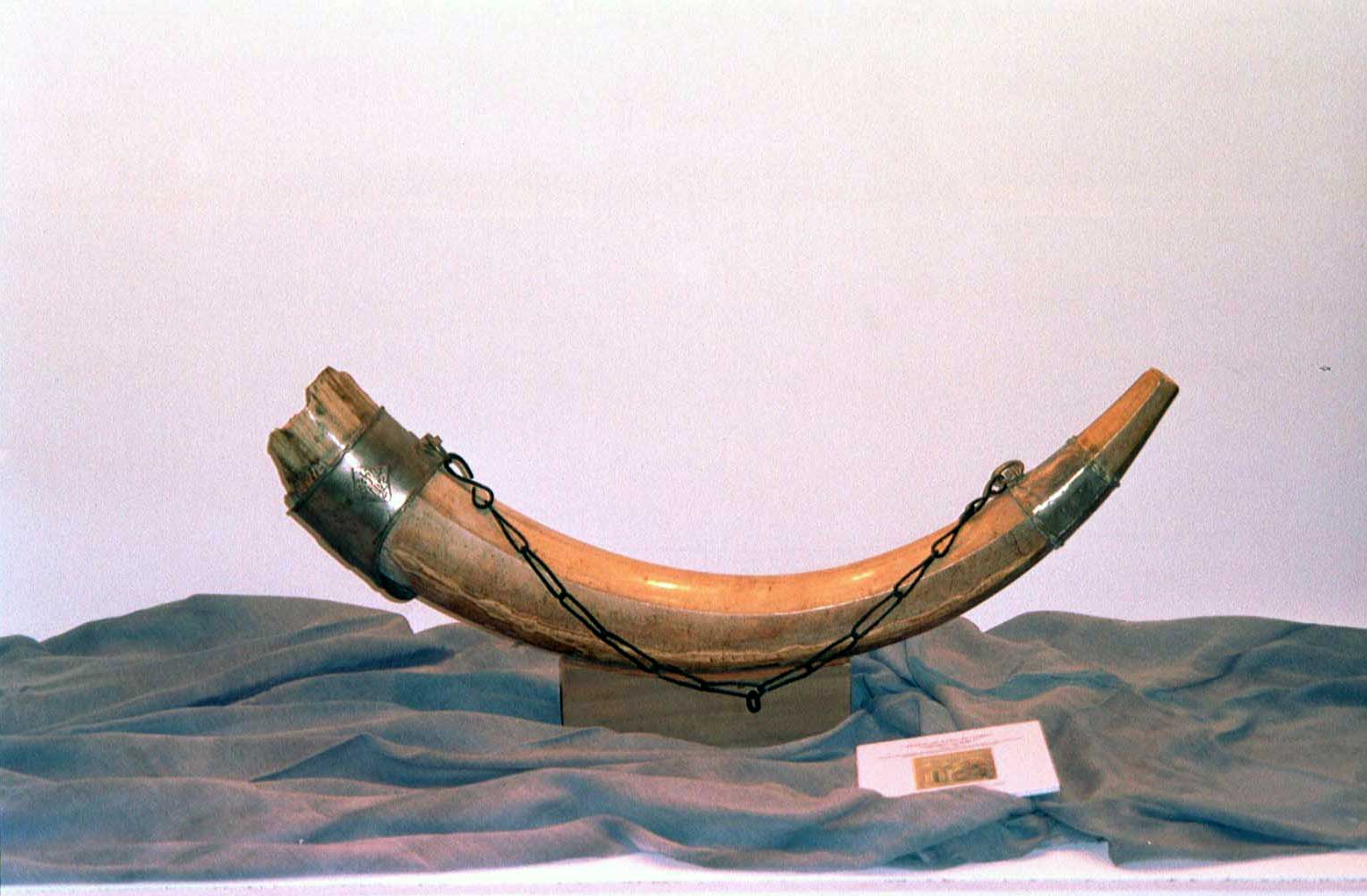
Olifant in het museum van de Kathedraal van Santiago de Compostella

Karel de Grote, op terugweg naar huis na jarenlang gevochten te hebben met de Saracenen (moslims), heeft rugdekking van een achterhoede onder leiding van Roland, die in de legende wordt aangevallen door de Saracenen. (In werkelijkheid waren dit dus Basken. "Saracenen" was een veelgebruikte verzamelnaam voor "heidenen".)
Deze Roland of Roeland wordt in een hinderlaag gelokt in de pas van Roncesvalles. Het inmiddels sterk uitgedunde leger wordt onder de voet gelopen, totdat er nog maar drie man overblijven, waaronder Roland (en verder waarschijnlijk Anselmus en Oliver). Roland weigert tot het laatste moment op zijn hoorn (met de naam "Olifant") te blazen waarmee hij versterking had kunnen vragen. Daarna is het te laat voor het leger van Karel de Grote om in te grijpen.